# Jassy

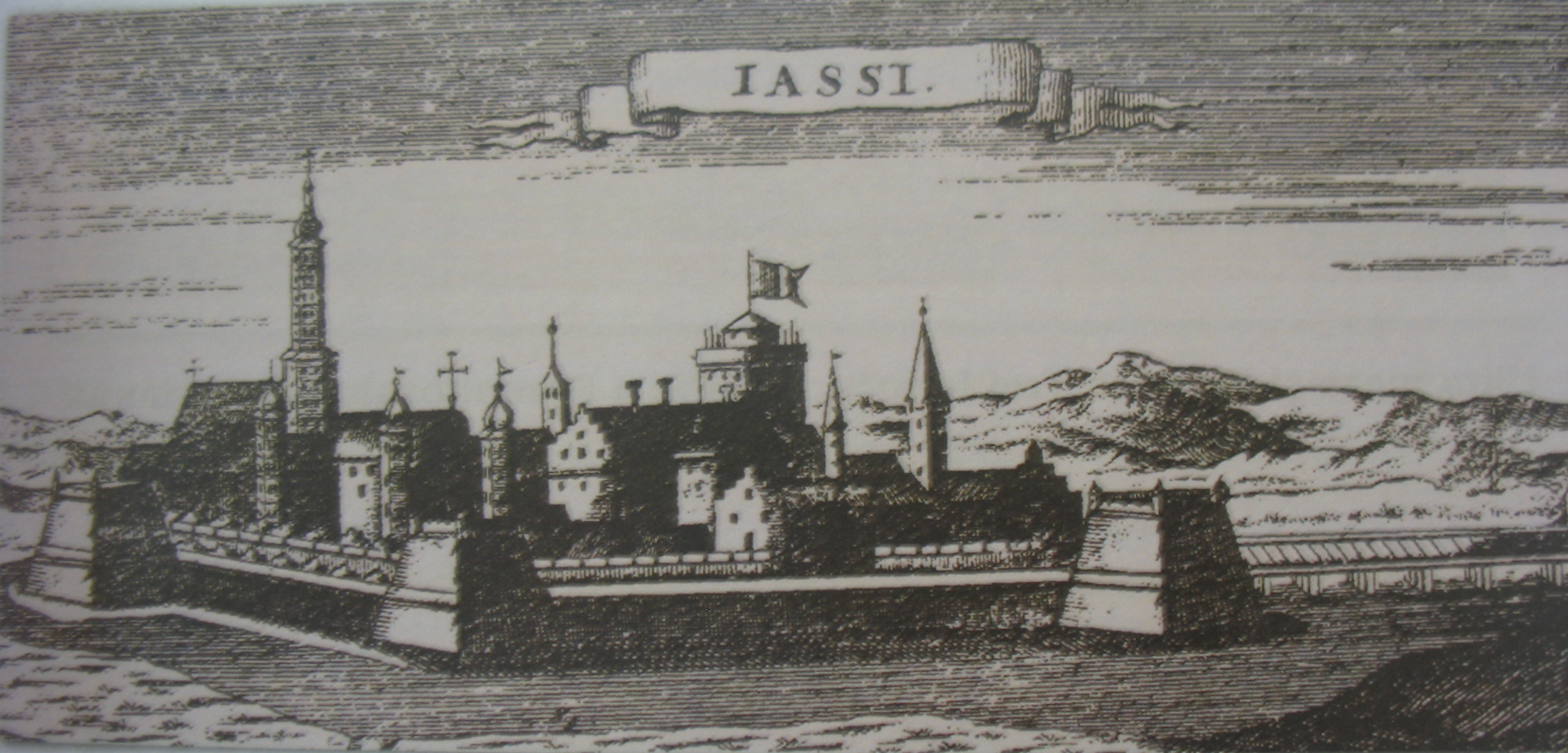
Jassy w 1701 roku

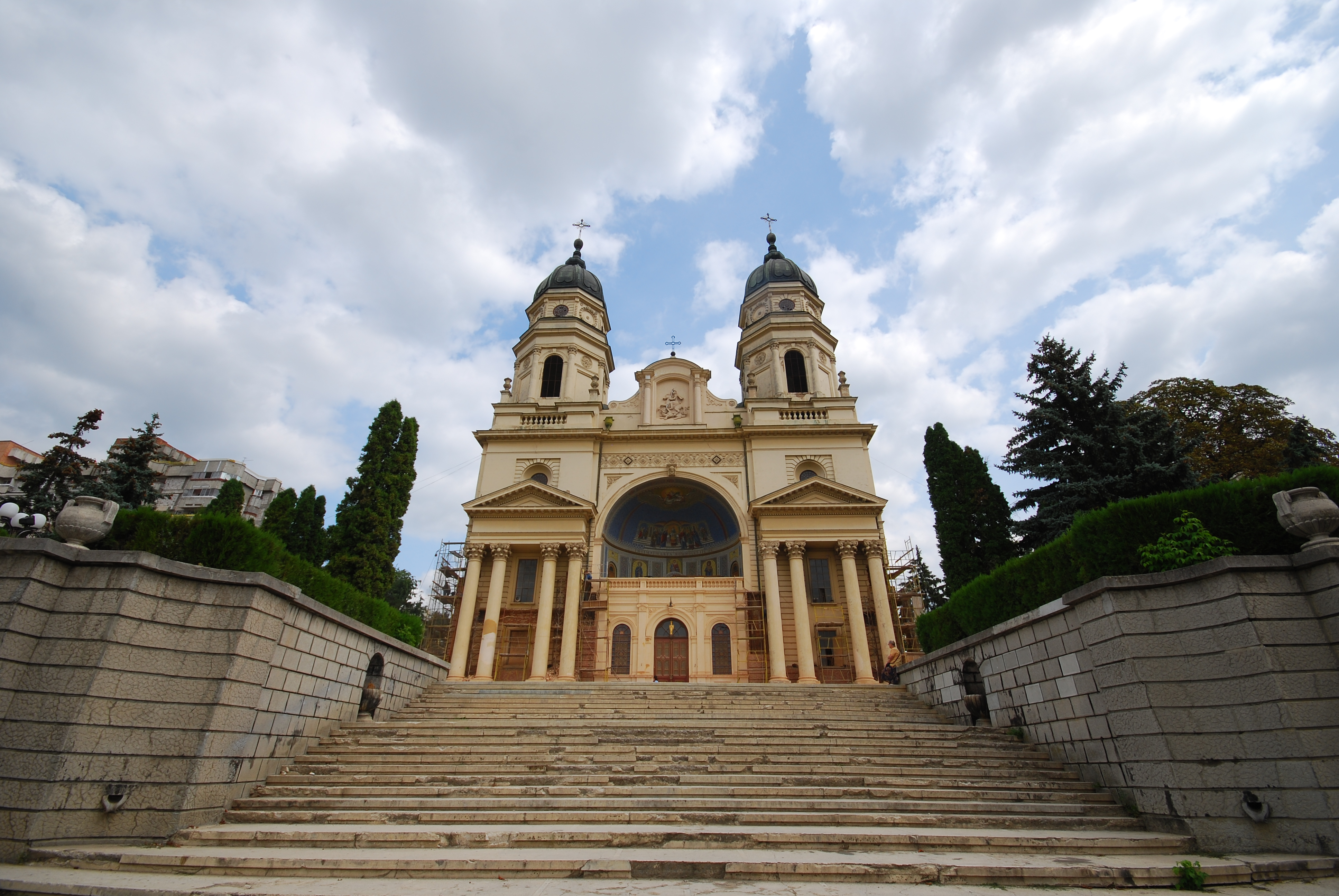
Prawosławna katedra metropolitalna

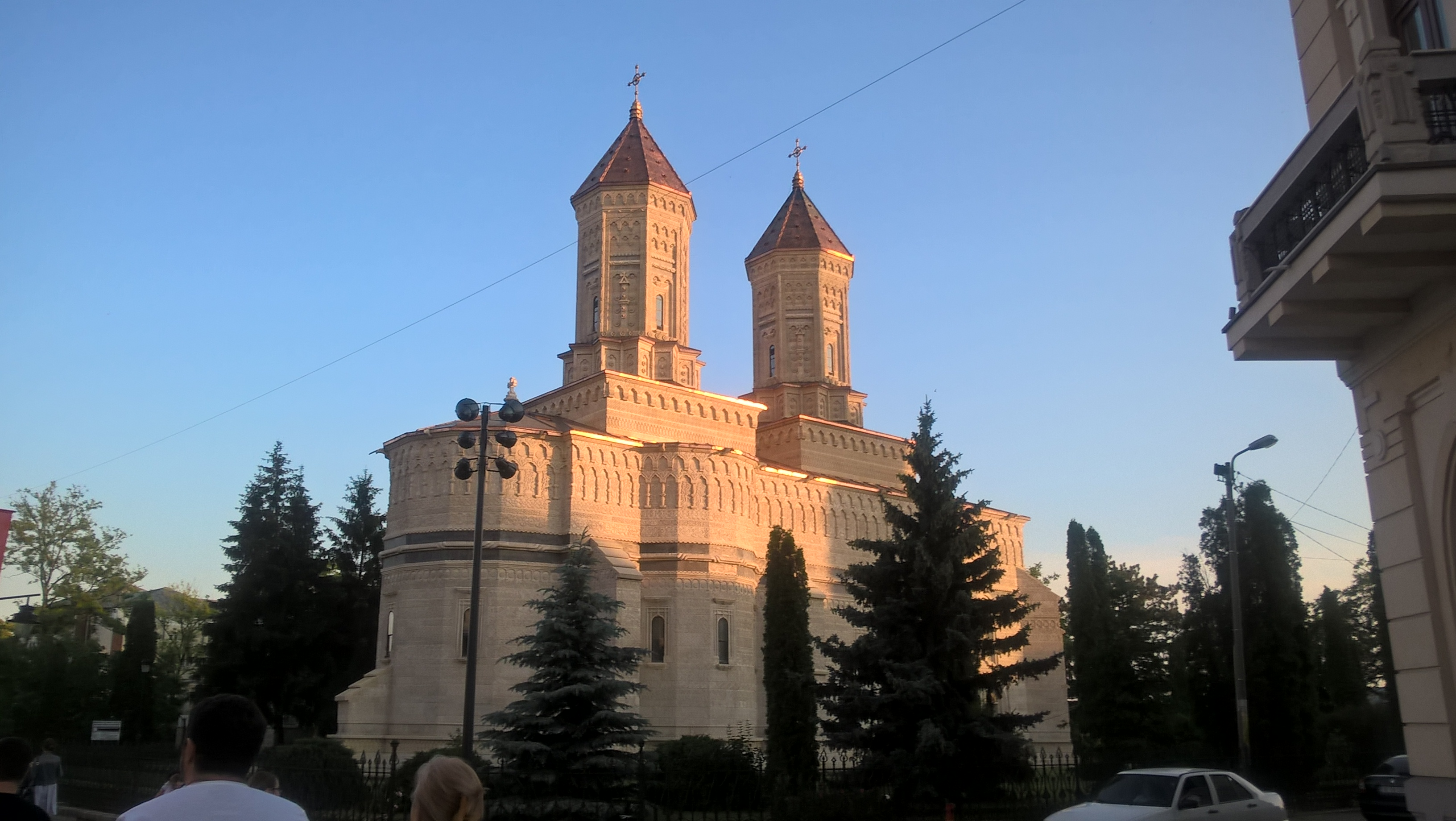
Monaster Trzech Świętych Hierarchów w Jassach

Jassy (rum. Iași, węg. Jászvásár) – miasto w północno-wschodniej Rumunii (w historycznej Mołdawii), nad rzeką Bahlui (dorzecze Prutu); ośrodek administracyjny okręgu Jassy; 308,8 tys. mieszkańców (2009).

## Historia
Pierwsze wzmianki o Jassach w źródłach historycznych pochodzą z drugiej połowy XIV w. Od połowy XVI wieku Jassy były stolicą Hospodarstwa Mołdawskiego. W mieście tym działali wybitni pisarze i mężowie stanu, m.in. Miron Costin czy Dymitr Kantemir, którzy wnieśli wkład w rumuńską kulturę. W 1641 r. hospodar Bazyli Lupu założył tu Szkołę Państwową, a w klasztorze Trzech Świętych Hierarchów powstała drukarnia, która wydawała książki w języku rumuńskim. W 1686 roku wojsko polskie stoczyło bitwę pod Jassami (wojna polsko-turecka 1683-1699). W latach 1859–1862 Jassy były jedną z dwóch stolic Zjednoczonych Księstw Mołdawii i Wołoszczyzny (obok Bukaresztu). W latach 1916–1918 miasto pełniło funkcję stolicy Królestwa Rumunii. W czerwcu 1941 roku miał miejsce pogrom w Jassach.

## Gospodarka
W mieście rozwinął się przemysł metalowy, chemiczny, spożywczy, włókienniczy, drzewny, materiałów budowlanych oraz poligraficzny.

## Transport
W Jassach działa system tramwajowy, a w latach 1985–2006 funkcjonował także transport trolejbusowy.
Blisko centrum miasta znajduje się stacja kolejowa Jassy, dalej położona jest stacja Socola.
Poza miastem, na terenie okręgu Jassy położony jest port lotniczy Jassy.

## Demografia
Według spisu z 2002 r. miasto Jassy liczyło 320 888 mieszkańców. Skład etniczny według spisu z 2002 roku:
- Rumuni: 316 094 (98,50%)
- Romowie: 1898 (0,59%)
- Rosjanie: 433 (0,13%)[5]
- Grecy: 433 (0,13%)
- Żydzi: 421 (0,13%)
- Węgrzy: 260 (0,08%)
- Niemcy: 166 (0,05%)
- Polacy: 22 (0,007%)

## Religie
Jassy są siedzibą prawosławnej metropolii Mołdawii i Bukowiny oraz podlegającej jej archieparchii Jass. W mieście znajduje się szereg zabytkowych cerkwi:
- sobór św. Paraskiewy, Spotkania Pańskiego i św. Jerzego (XIX w.) – katedra metropolitalna, część kompleksu pałacu metropolitów mołdawskich[6],
- sobór św. Jerzego (XVIII w.) – dawna katedra metropolitalna[7],
- św. Mikołaja („Hospodarska”, XV w.)[8]
- św. Sawy (XVI w.)[9]
- Banu (XVIII w.)[10]
- Socola (XVI w.)[11]
- Barnovschi (XVII w.)[12]
- Vulpe (XVII w.)[13]
- Tarpalari (XVII w.)[14]
- Bărboi (XVII w., przebudowana całkowicie XIX w.)[15]
- Ścięcia Głowy św. Jana Chrzciciela (XVII w.)[16]
- św. Dymitra (XVII–XVIII w.)[17]
- Curelari (XVII w.)[18]
- Przemienienia Pańskiego (XVIII w.)[5]
- Nicoriță (cerkiew św. Jana Nowego; XVII w.)[19]
- Wskrzeszenia Łazarza (XVIII w.)
- 40 Męczenników z Sebasty (XVIII w.)[20]
- św. Teodora Stratylatesa i św. Teodora Tyrona (XVIII w.)[21]
- Lozonschi (XVIII–XIX w.)[22]
- św. Charłampa (XIX w.)[23]
- św. Paraskiewy (XIX w.)[24]
- św. Spiridona (XIX w.)[9]
- św. Mikołaja (XIX w.)[25]
- Toma Cozma (XIX w.)[26]
- Zwiastowania (XIX w.)[27]
- Trójcy Świętej (XIX w.)[28]

Oprócz cerkwi parafialnych w Jassach znajdują się prawosławne monastery: Trzech Świętych Hierarchów, Galata, Golia, Frumoasa, Cetățuia, Podgoria Copou.
W Jassach siedzibę ma również diecezja rzymskokatolicka Jass. Posiada ona katedrę XVII-wieczną, a w jej sąsiedztwie nowy kościół. Działają cerkiew staroobrzędowa (XIX w.) oraz świątynia ormiańska (XIV w., przebudowana na pocz. XIX w.).
Czynna jest wielka synagoga w Jassach, zachowała się także synagoga Merarilor.

## Sport
W mieście tym siedzibę ma rumuński klub piłkarski Politehnica Jassy, który został założony 27 kwietnia 1945 r. jako Sportul Studențesc Jassy. Obecnie klub gra w pierwszej lidze rumuńskiej, a swoje mecze rozgrywa na stadionie im. Emila Alexandrescu, którego pojemność wynosi 11 390 widzów.

## Galeria

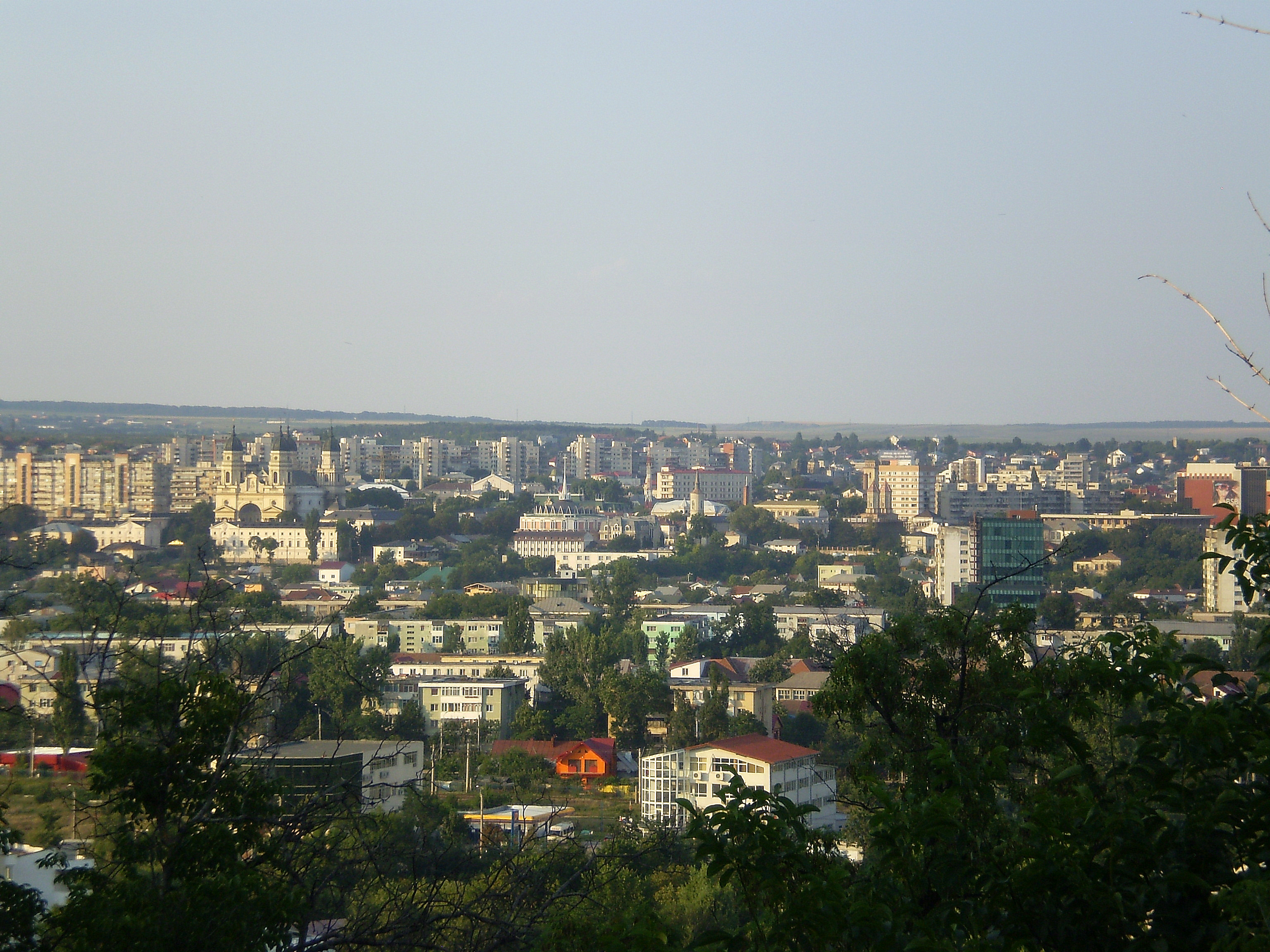
Jassy
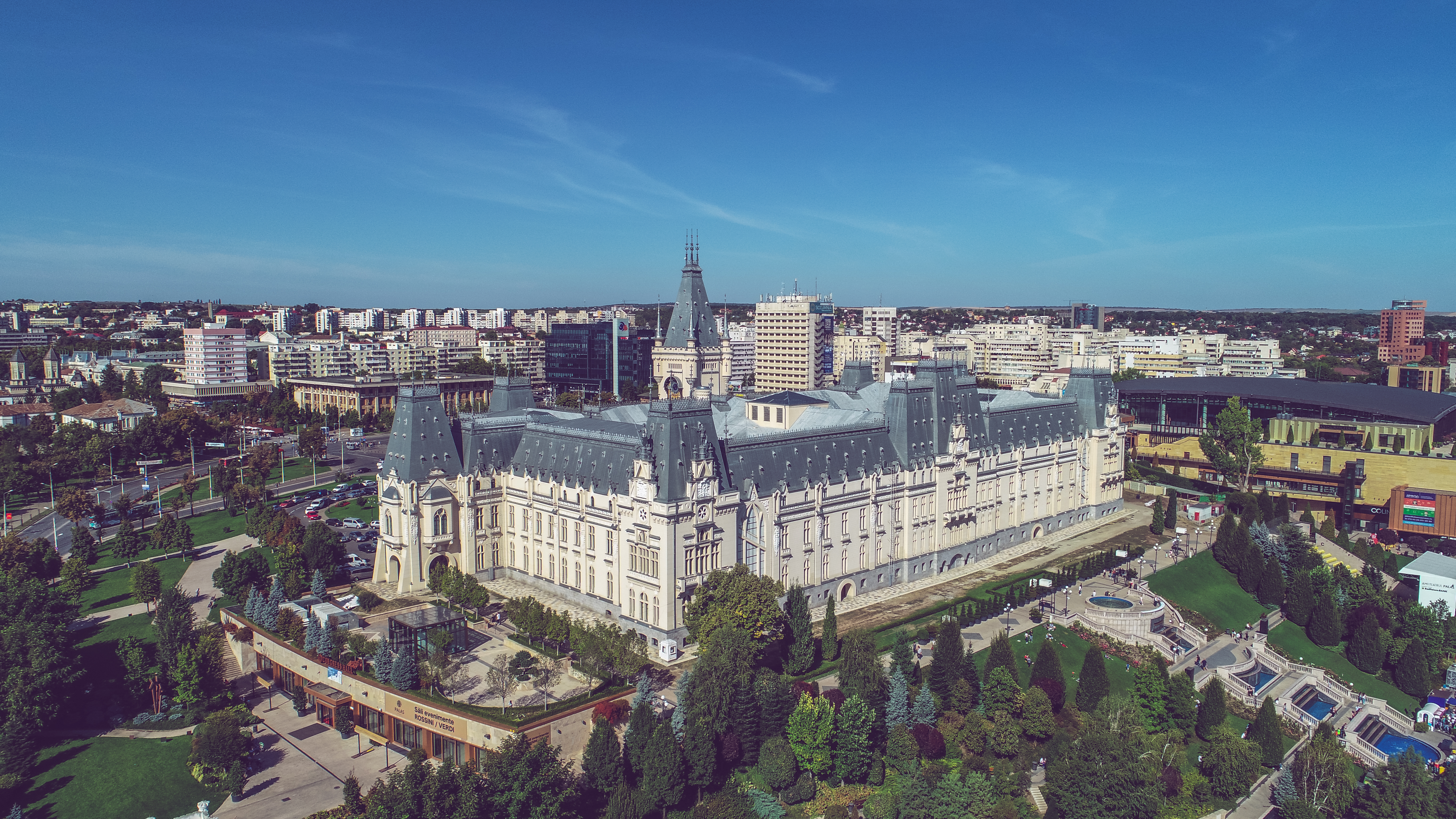
Pałac Kultury w Jassach z lotu ptaka
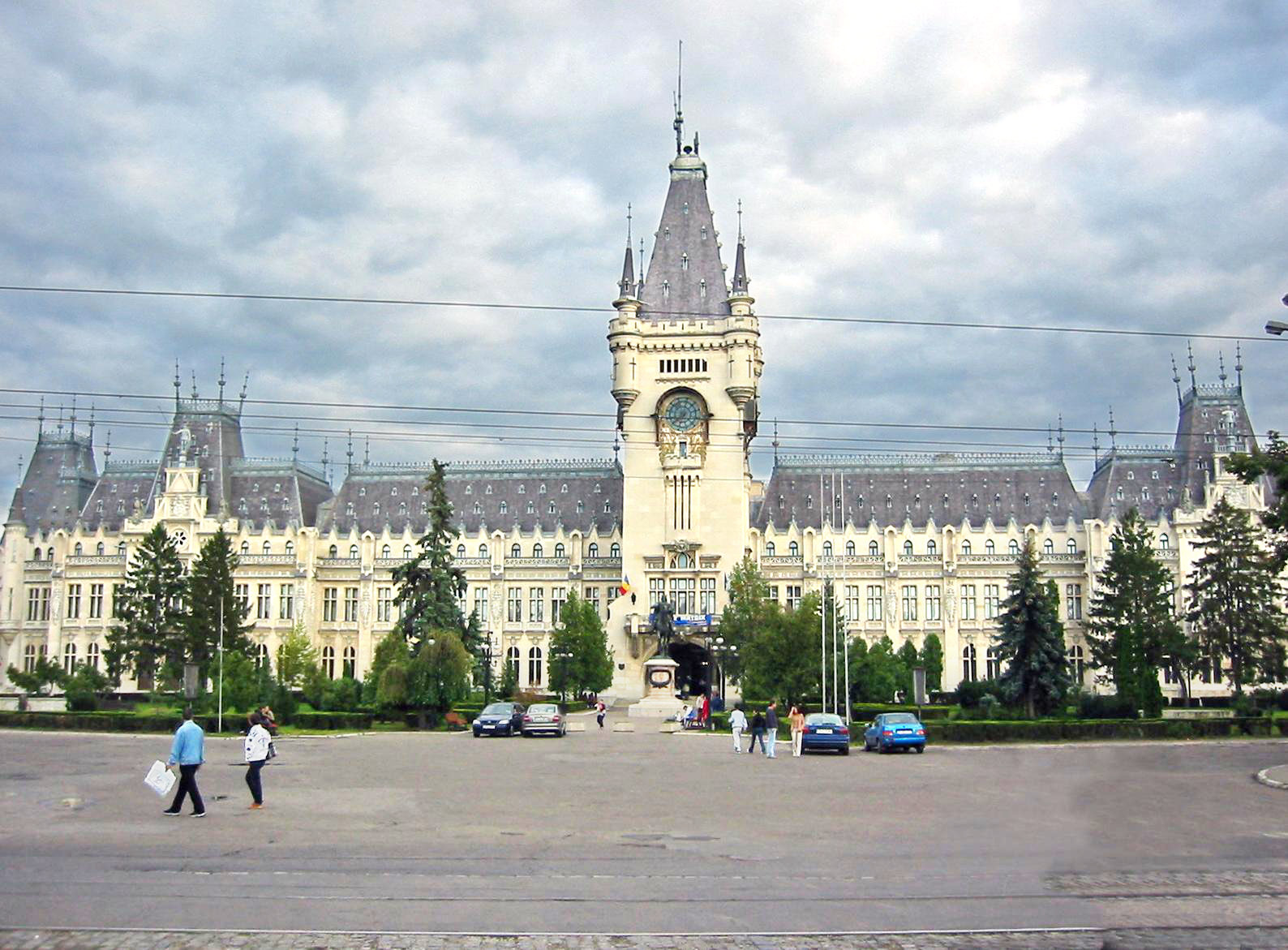
Pałac Kultury w Jassach
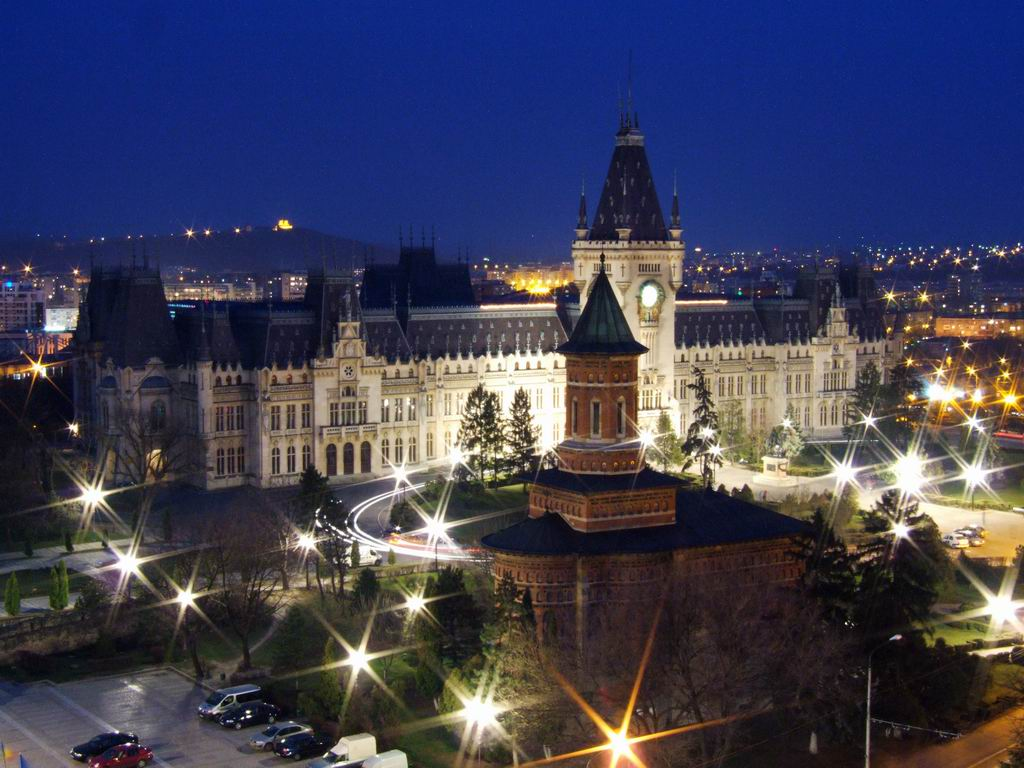
Pałac Kultury oraz cerkiew św. Mikołaja
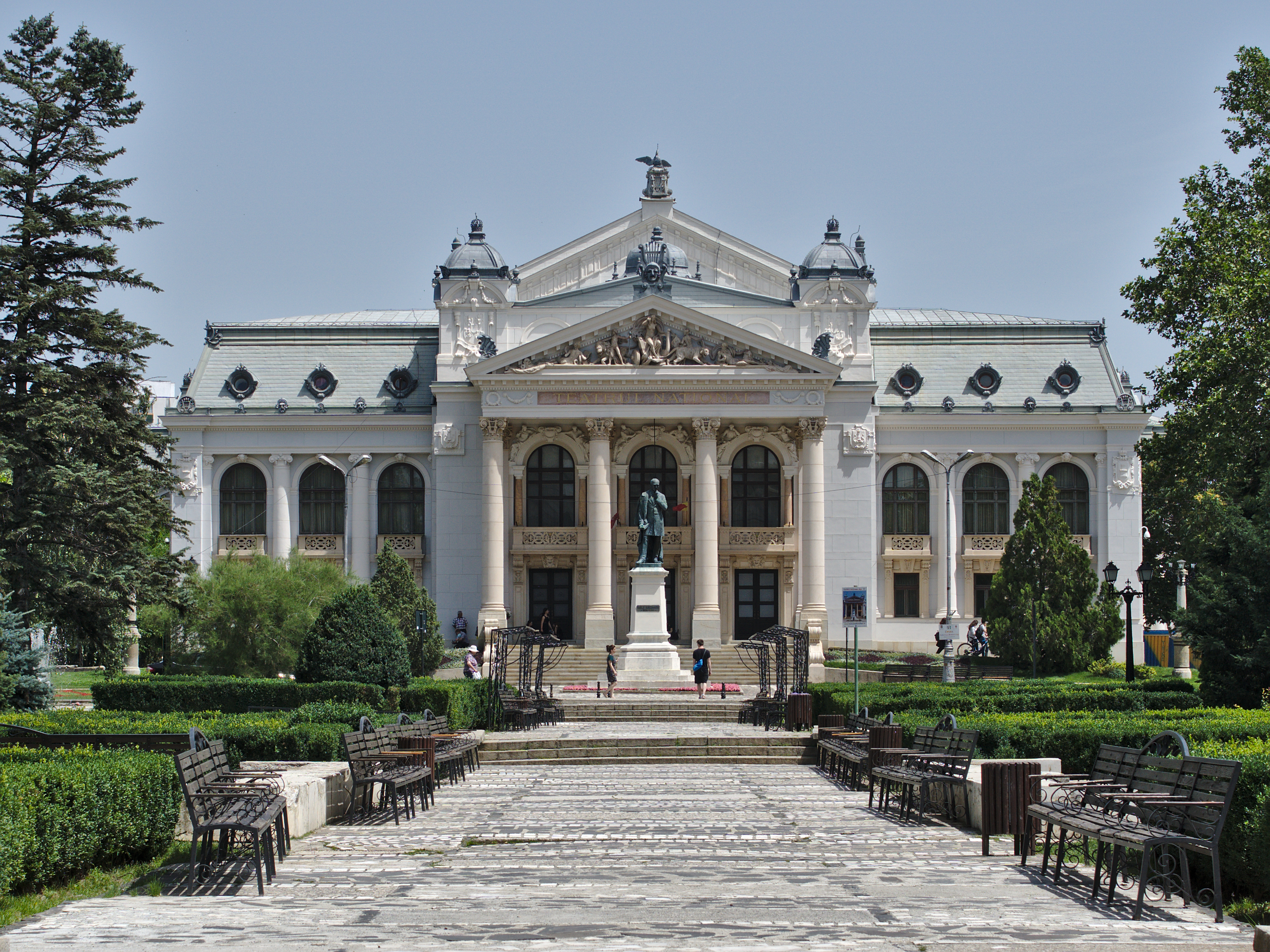
Teatr Narodowy w Jassach
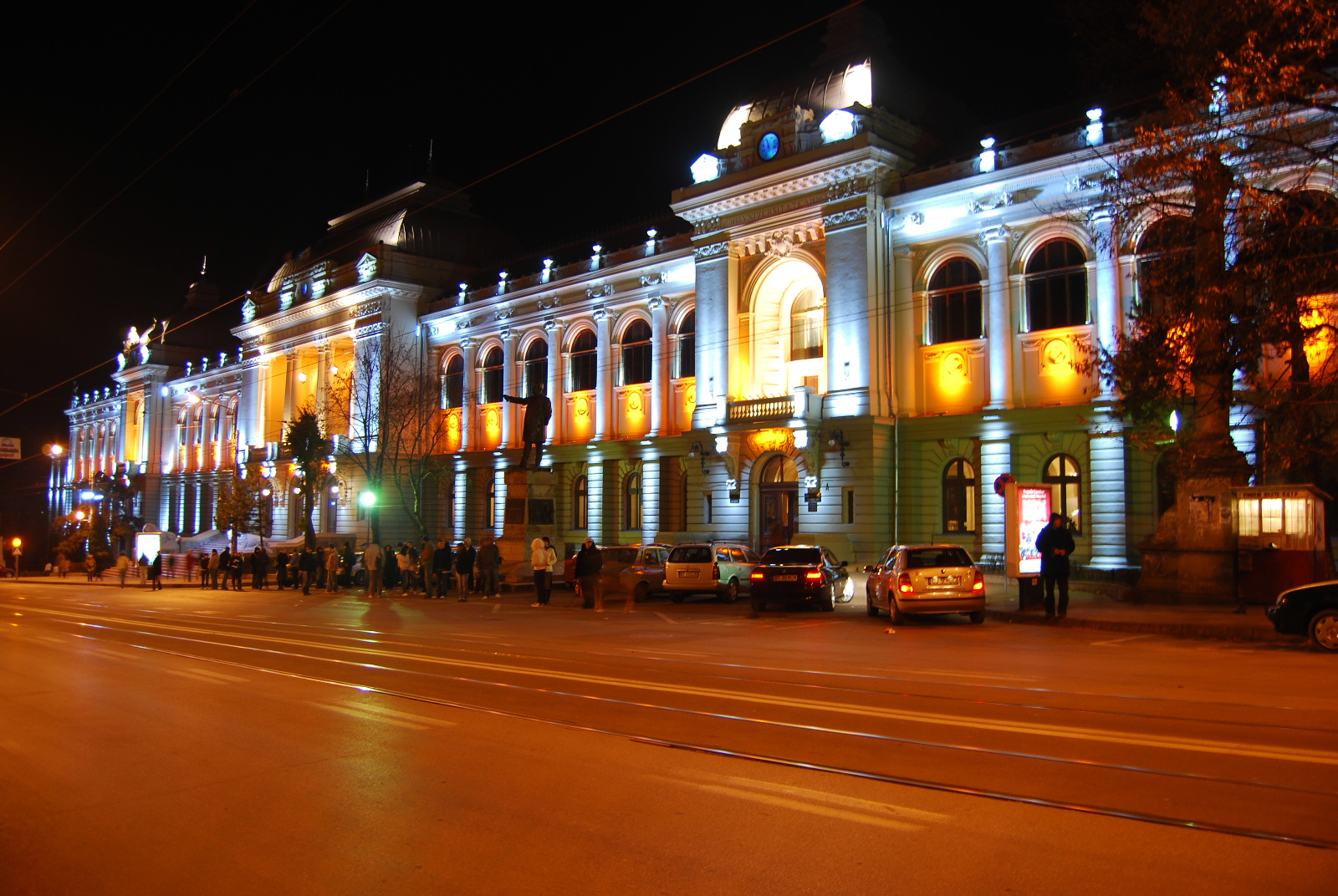
Uniwersytet Alexandru Ioan Cuza
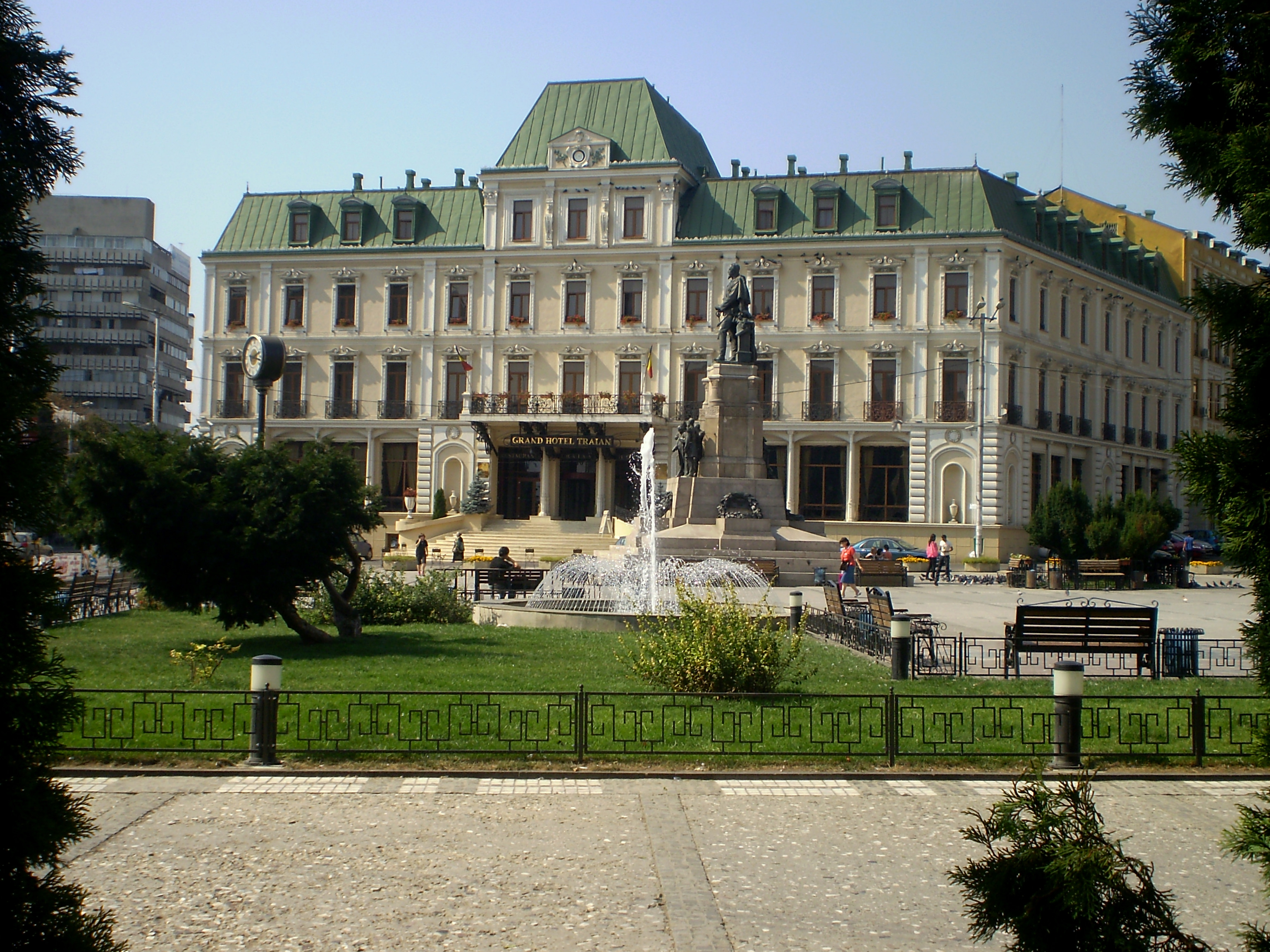
Grand Hotel Traian w Jassach i Plac Unii
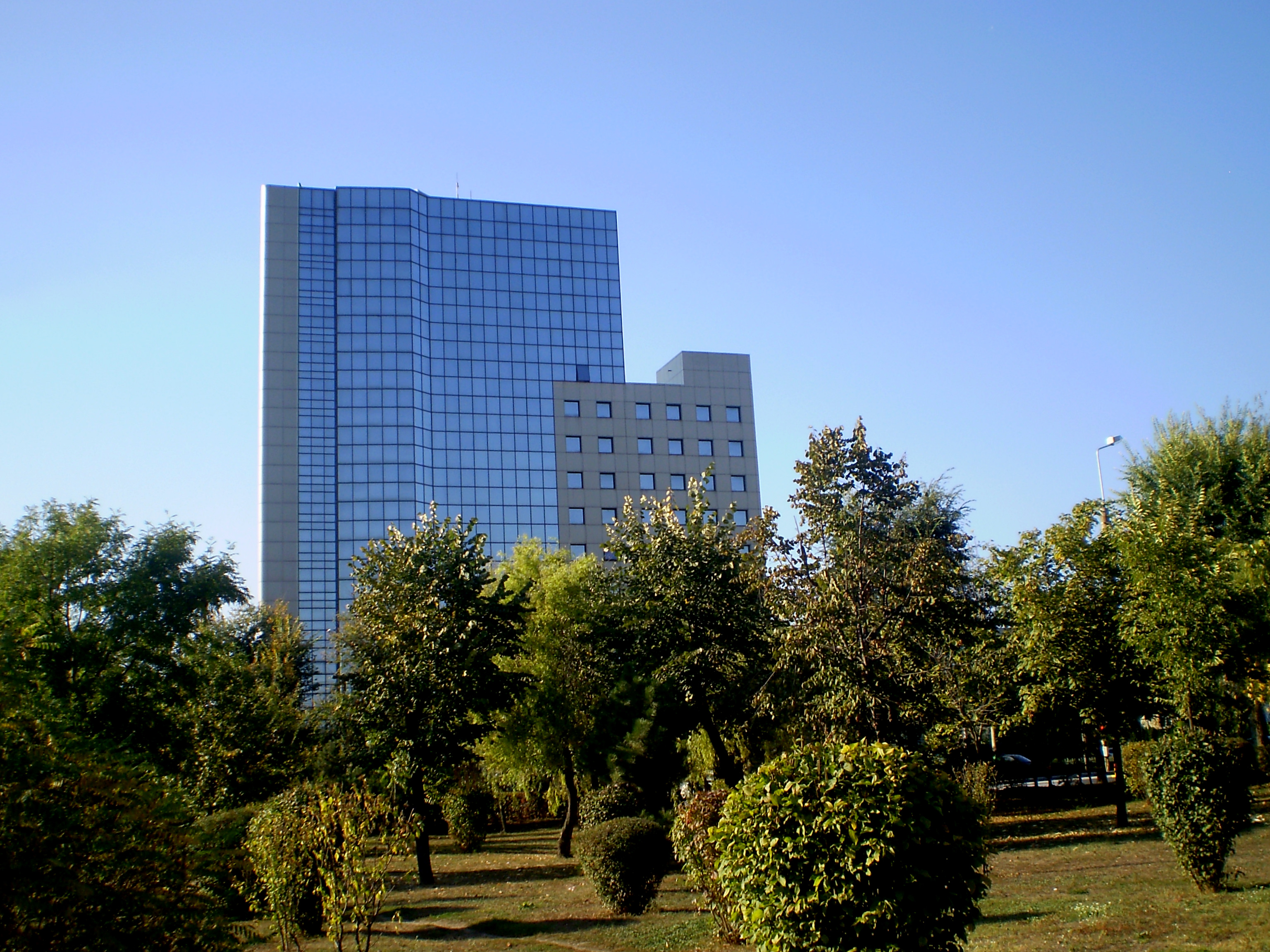
Hotel „Europa” w Jassach

## Miasta partnerskie
- Monterrey, Meksyk[35]